# My Darkest Days (альбом)
My Darkest Days — дебютный альбом канадской одноимённой группы, выпущенный 21 сентября 2010 года. В США продано более 100 000 копий альбома, а в Канаде более 20 000. Первый сингл, «Porn Star Dancing», занял седьмую строчку в Billboard's Rock Songs chart и получил статус золотого в США и платинового в Канаде.

## Список композиций
| №                   | Название                                            | Автор(ы)                                                                      | Длительность |
| ------------------- | --------------------------------------------------- | ----------------------------------------------------------------------------- | ------------ |
| 1.                  | «Move Your Body»                                    | Мэтт Уолст, Чед Крюгер                                                        | 3:13         |
| 2.                  | «Porn Star Dancing» (feat. Закк Уайлд и Чед Крюгер) | Уолст, Крюгер, Джои Мой, Тед Брунер                                           | 3:18         |
| 3.                  | «Every Lie»                                         | Уолст, Нил Сандерсон, Гарри Гесс, Кейси Маршалл                               | 2:56         |
| 4.                  | «Like Nobody Else»                                  | Уолст, Крюгер                                                                 | 3:41         |
| 5.                  | «The World Belongs to Me»                           | Уолст, Мой, Крюгер, Кевин Рудольф, Джейкоб Кашер, Джеймал Саблетт, Дастин Мур | 3:42         |
| 6.                  | «Save Me»                                           | Уолст, Мой, Крюгер                                                            | 3:41         |
| 7.                  | «Set It on Fire» (feat. Орианти)                    | Уолст, Мой, Брунер                                                            | 3:27         |
| 8.                  | «Come Undone» (feat. Джесси Джеймс)                 | Саймон ле Бон, Ник Роудс, Джон Тейлор, Уоррен Каккерулло                      | 4:08         |
| 9.                  | «Can't Forget You»                                  | Уолст, Крюгер, Маршалл, Гэвин Браун                                           | 3:53         |
| 10.                 | «Goodbye»                                           | Уолст, Крюгер, Маршалл, Мой                                                   | 3:59         |
| 11.                 | «Porn Star Dancing» (feat. Чед Крюгер и Ludacris)   | Уолст, Крюгер, Мой, Брунер                                                    | 3:25         |
| Общая длительность: | Общая длительность:                                 | Общая длительность:                                                           | 39:23        |

| №                   | Название                   | Автор(ы)                                    | Длительность |
| ------------------- | -------------------------- | ------------------------------------------- | ------------ |
| 12.                 | «Without You»              |                                             | 4:22         |
| 13.                 | «Still Worth Fighting For» | Уолст, Крюгер, Мой, Гэвин Браун, Митч Аллан | 3:17         |
| Общая длительность: | Общая длительность:        | Общая длительность:                         | 47:02        |

| №                   | Название              | Автор(ы)                   | Длительность |
| ------------------- | --------------------- | -------------------------- | ------------ |
| 12.                 | «Fucked Up Situation» | Уолст, Крюгер, Мой, Брунер | 3:38         |
| Общая длительность: | Общая длительность:   | Общая длительность:        | 43:01        |

## Чарты

### Недельные чарты
| Чарт (2010-2011)                | Высшая позиция |
| ------------------------------- | -------------- |
| Canadian Albums Chart           | 11             |
| US Billboard 200                | 38             |
| US Billboard Alternative Albums | 9              |
| US Billboard Hard Rock Albums   | 3              |
| US Billboard Rock Albums        | 12             |

### Годовые чарты
| Чарт (2010)                   | Позиция |
| ----------------------------- | ------- |
| US Billboard Hard Rock Albums | 18      |

## Персонал

### My Darkest Days
- Мэтт Уолст – вокал, ритм-гитара
- Сэл Коста – соло-гитара, бэк-вокал
- Брендан МакМиллан – бас-гитара
- Даг Оливер – ударные

### Дополнительный персонал
- Джои Мой – струнные, перкуссия, акустическая гитара, вокал
- Чед Крюгер – акустическая гитара, вокал
- Скотт Кук – вокал
- Крисс «Ludacris» Бриджес - вокал